# Jean Victor de Besenval
Jean Victor de Besenval de Bronstatt, född 1671, död 11 mars 1736, var en fransk militär och diplomat.
Besenval var till börden schweizare. Efter att under spanska tronföljdskriget ha avancerat till brigadier, sändes Besenval till Altranstädt för att försöka vinna Karl XII:s stöd till Frankrike, vilket dock misslyckades. 1711 sändes Besenval på nytt för att försöka medla i det stora nordiska kriget och var 1713-1721 envoyé i Polen. Vid hemkomsten blev Besenval 1722 överste för schweizergardet.